# Chersotis deplana
Chersotis deplana là một loài bướm đêm trong họ Noctuidae.